# ناصر فربد
ناصر فربد (زاده ۶ اردیبهشت ۱۳۰۱ در تهران – درگذشته ۶ اردیبهشت ۱۳۹۸ در تهران) سرلشکر نیروی زمینی ارتش ایران و رئیس ستاد مشترک ارتش پس از محمدولی قرنی از ۶ فروردین ۱۳۵۸ تا ۳۰ تیر ۱۳۵۸ بود. وی از اعضای شورای مرکزی حزب ایران و از امضا کنندگان نامه‌ای موسوم به نامه ۹۰ امضایی و همچنین وی عضو پیشین هیئت رهبری جبهه ملی ایران بود.

## تحصیلات
ناصر فربد تحصیلات خود را در دانشکده افسری ارتش به پایان رسانید. وی دوره دانشگاه پدافند ملی، دوره تخصصی زرهی در دانشکده زرهی فورت ناکس (کنتاکی)(۱۳۳۵)، دوره عالی فرماندهی و ستاد در دانشکده فرماندهی و ستاد ارتش آمریکا (۱۳۳۹)، دانشکده دافوس (پاکستان-۱۳۴۹) دوره دافوس دانشکده فرماندهی عالی و ستاد مشترک ۱۳۴۶ را گذارند.

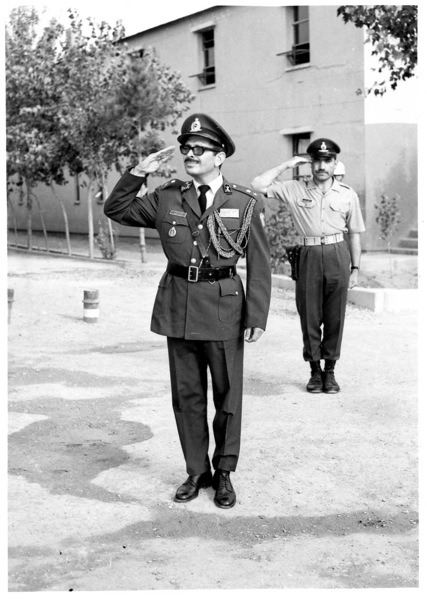
تیمسار فربد با درجهٔ سرتیپی

## فعالیت‌های نظامی
فربد با توجه به تخصص در رده زرهی در نیروی زمینی ارتش و در رده‌های مختلف فعالیت خود را آغاز کرد و تا رده فرماندهی یگانهای زرهی ایران در سال ۱۳۵۰ با درجه سرتیپی ارتقا یافت.
تیمسار فربد از زمره کارشناسان امور نظامی در رده مسائل راهبردی و امنیت ملی ایران بود که به عنوان نماینده ایران در پیمان سنتو حضور داشت و از دولت پاکستان نشان قائد اعظم را دریافت کرد.
فربد در تاریخ ۱۵ مهر ۱۳۵۴ با دستور محمدرضا پهلوی و توسط ارتشبد غلامرضا ازهاری از سمت فرماندهی دانشکده افسری کنار گذاشته شدو در سمت آجودانی ستاد ارتش شاهنشاهی بازنشسته شد.
پس از انقلاب ۱۳۵۷ فربد به اتفاق دیگر امیران و افسران ملی جناح نظامی شورای انقلاب را تشکیل می‌دهد که برخی از افسران این شورا عبارت بودند از: سرلشکر محمدولی قرنی (ریاست شورا)، سرهنگ نصرالله توکلی، سرهنگ عزت‌الله ممتاز، سرتیپ حمید ایران نژاد.
پس از برکناری سرلشکر قرنی در تاریخ ۶ فروردین ۱۳۵۸ با فرمان مهدی بازرگان، نخست‌وزیر، و تصویب شورای انقلاب، به ریاست ستاد کل ارتش منصوب شد. او در ۳۰ تیرماه ۱۳۵۸ از سمت خود در اعتراض به سیاست‌های دولت موقت در کردستان استعفا کرد.
از جمله فعالیت‌های فربد در مدت کوتاه مسوولیت خود در ارتش می‌توان به نامگذاری روز ۲۹ فروردین به نام روز ارتش نام برد که به دنبال دیدار با نخست‌وزیر دولت موقت مهندس مهدی بازرگان به همراه هیئتی از اعضای شورای انقلاب و نمایندگان رهبر انقلاب شامل عباس امیرانتظام، داریوش فروهر، سید علی خامنه‌ای و احمد صدر حاج سید جوادی روی داد.

## فعالیت سیاسی
تیمسار فربد از اعضای شورای مرکزی حزب ایران بود و از سال ۱۳۸۴ توسط شورای مرکزی جبهه ملی به عضویت در هیئت رهبری جبهه ملی ایران انتخاب شد و تا سال ۱۳۹۴ در این سمت باقی ماند.

## تالیفات
1. انسان و هستی -۱۳۸۳
2. نقش ارتش در تحولات تاریخی ایران- نشر کومش- ۱۳۸۳
3. عصر استعمارزدایی -امیرکبیر-۱۳۴۵
4. ادراک من از هستی - انتشاران آگاه - ۱۳۵۴